# 伊折

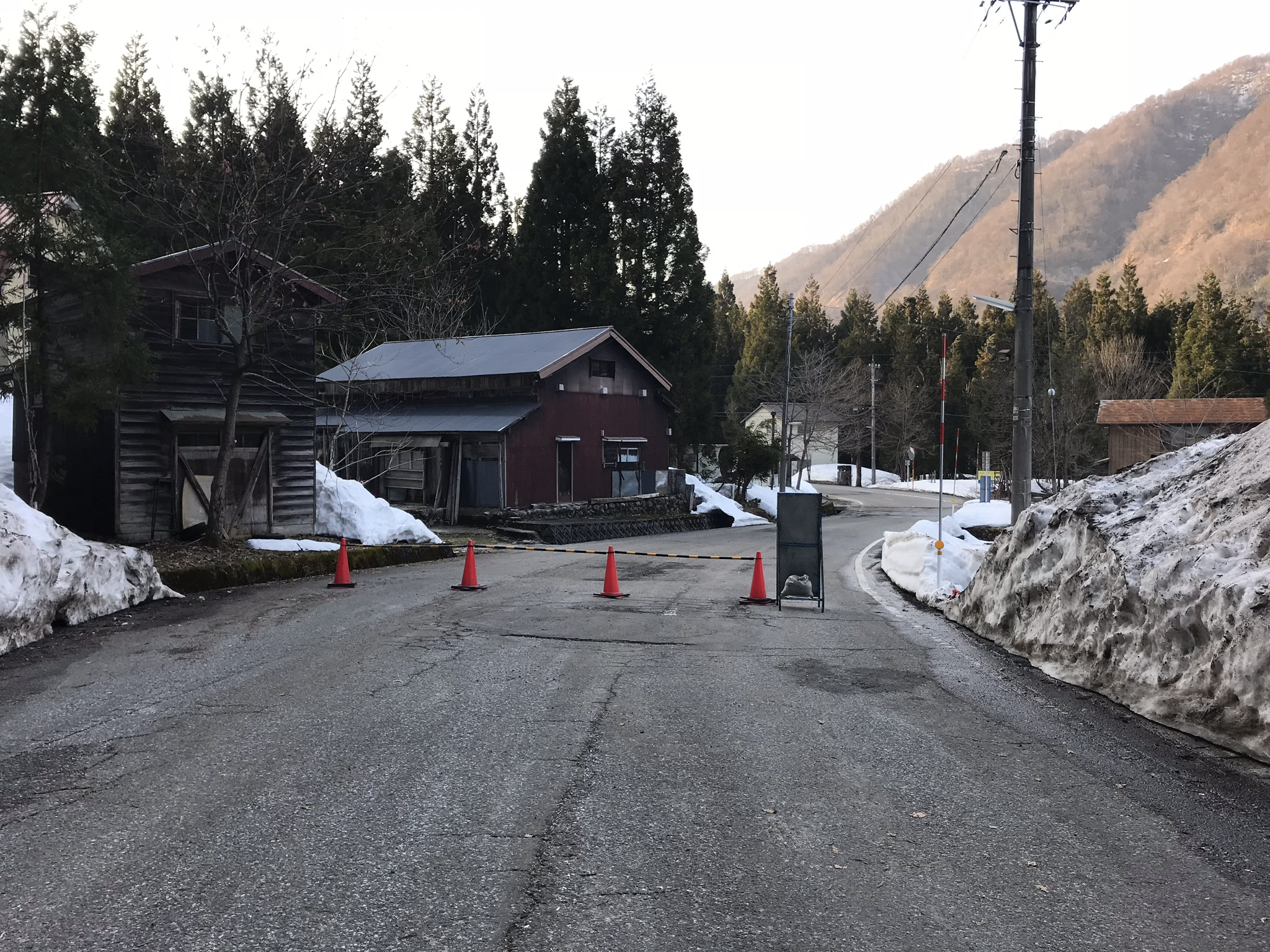
早春の伊折集落

伊折（いおり）は富山県中新川郡上市町にある町。平成30年度の人口は0人で世帯数は0戸。早月川流域では最も山奥にある集落であり、剱岳の登山拠点である馬場島（ばんばじま）を有する。「伊折」は名字としても存在する。

## 概要
伊折は早月川の最も上流側にある集落である。剱岳の西側の山麓にあり、無雪期には馬場島キャンプ場利用者や、剱岳登山客などの自然愛好家向けの売店が立地している。
標高約420m、上市市街から約14km、馬場島へ約7kmの位置にあり、剱岳入山の拠点としての役割を果たしてきたが、昭和後期から平成にかけての過疎化で住民がすべて離村し、集落としての機能を終えた。

## 地理
- 河川 - 早月川、小又川、白萩川、立山川

- 山 - 中山、クズバ山、西大谷山、奥大日岳、大日岳、剱岳、池平山、赤谷山、猫又山、大猫山、細蔵山 など

## 伊折の獅子舞
伊折の獅子舞は毎年春に披露され、富山県中に住んでいる出身者が集まる。伊折地区の獅子舞は「とやまの獅子舞百選」に選ばれており、上市町内の広野、東種と同じ氷見型の獅子舞が継承されている。

## 名所

### 伊折橋
伊折橋（いおりばし）は早月川を渡る橋で、早月川越しの剱岳の眺めが良いため、撮影スポットとなっている。

### 伊折ゲート
伊折集落にある伊折〜馬場島間の道路のゲートで、冬季には閉鎖され車両通行止めになる。

### 馬場島
- 馬場島も参照

白萩川と立山川に挟まれた中洲にある平坦地で、剱岳の早月尾根ルートの登山口として登山家に有名である。キャンプ場も所在する。

## 地形
早月川の川岸にある集落で花崗岩が多く見られる。
伊折地区とその周辺には伊折花崗岩といわれる弱片状花崗閃緑岩が分布している。

## アクセス
バスなどの公共交通は通じておらず、自家用車かタクシーを利用することになる。
伊折集落は富山県道333号剣岳公園線の道沿いにある。
富山平野部からのアクセスでは上市町側から折戸峠（標高約400m）を通る富山県道46号上市北馬場線ルートと滑川側から早月川沿いをひたすら走る富山県道67号宇奈月大沢野線ルートがあるが、後者は冬季除雪されず、しばしば通行止めになり、砂利道区間もある。